# Osbornieae
Osbornieae é uma tribo pertencente à família das mirtáceas. Tem os seguintes géneros:

## Géneros
- Osbornia Schauer